# Список птахів Кірибаті
Це перелік видів птахів, зафіксованих на території Кірибаті. Авіфауна Кірибаті налічує загалом 90 видів, з яких 2 види є ендемічними, а 3 були інтродуковані людьми.

## Позначки
Наступні теги використані для виділення деяких категорій птахів.
- (А) Випадковий — вид, який рідко або випадково трапляється в Кірибаті
- (I) Інтродукований — вид, завезений до Кірибаті як наслідок, прямих чи непрямих людських дій
- (Ex) Локально вимерлий — вид, який більше не трапляється в Кірибаті, хоча його популяції існують в інших місцях
- (Е) Ендемічий — вид, який є ендеміком Кірибаті

## Гусеподібні(Anseriformes)
Родина: Качкові (Anatidae)
- Казарка канадська, Branta canadensis (A)
- Широконіска північна, Spatula clypeata
- Нерозень, Mareca strepera (Ex)
- Свищ євразійський, Mareca penelope
- Свищ американський, Mareca americana (A)
- Крижень звичайний, Anas platyrhynchos (A)
- Шилохвіст північний, Anas acuta
- Чирянка мала, Anas crecca

## Куроподібні(Galliformes)
Родина: Фазанові (Phasianidae)
- Курка банківська, Gallus gallus (I)

## Голубоподібні(Columbiformes)
Родина: Голубові (Columbidae)
- Голуб сизий, Columba livia
- Gallicolumba stairi
- Пінон тонганський, Ducula pacifica
- Пінон мікронезійський, Ducula oceanica (Ex)

## Зозулеподібні(Cuculiformes)
Родина: Зозулеві (Cuculidae)
- Коель новозеландський, Urodynamis taitensis

## Журавлеподібні(Gruiformes)
Родина: Пастушкові (Rallidae)
- Погонич австралійський, Zapornia tabuensis

## Сивкоподібні(Charadriiformes)
Родина: Сивкові (Charadriidae)
- Сивка морська, Pluvialis squatarola
- Сивка бурокрила, Pluvialis fulva

Родина: Баранцеві (Scolopacidae)
- Кульон аляскинський, Numenius tahitiensis
- Кульон середній, Numenius phaeopus
- Грицик малий, Limosa lapponica
- Грицик великий, Limosa limosa
- Крем'яшник звичайний, Arenaria interpres
- Куліга полінезійська, Prosobonia cancellata (E)
- Побережник гострохвостий, Calidris acuminata
- Побережник білий, Calidris alba
- Побережник арктичний, Calidris melanotos
- Плавунець плоскодзьобий, Phalaropus fulicarius
- Набережник палеарктичний, Actitis hypoleucos
- Коловодник попелястий, Tringa brevipes
- Коловодник аляскинський, Tringa incana

Родина: Поморникові (Stercorariidae)
- Поморник антарктичний, Stercorarius maccormicki
- Поморник фолклендський, Stercorarius antarcticus
- Поморник середній, Stercorarius pomarinus
- Поморник довгохвостий, Stercorarius longicaudus

Родина: Мартинові (Laridae)
- Leucophaeus atricilla
- Мартин ставковий, Leucophaeus pipixcan (A)
- Мартин делаверський, Larus delawarensis
- Мартин берингійський, Larus glaucescens (A)
- Мартин домініканський, Larus dominicanus (A)
- Крячок бурий, Anous stolidus
- Крячок атоловий, Anous minutus
- Крячок тонкодзьобий, Anous tenuirostris
- Крячок сірий, Anous ceruleus
- Крячок білий, Gygis alba
- Крячок строкатий, Onychoprion fuscatus
- Крячок полінезійський, Onychoprion lunatus
- Крячок малий, Sternula albifrons
- Крячок індонезійський, Sterna sumatrana
- Крячок жовтодзьобий, Thalasseus bergii

## Фаетоноподібні(Phaethontiformes)
Родина: Фаетонові (Phaethontidae)
- Фаетон білохвостий, Phaethon lepturus
- Фаетон червонохвостий, Phaethon rubricauda

## Буревісникоподібні(Procellariiformes)
Родина: Альбатросові (Diomedeidae)
- Альбатрос гавайський, Phoebastria immutabilis

Родина: Океанникові (Oceanitidae)
- Океанник Вільсона, Oceanites oceanicus
- Океанник білобровий, Pelagodroma marina
- Океанник білогорлий, Nesofregetta fuliginosa

Родина: Качуркові (Hydrobatidae)
- Качурка північна, Hydrobates leucorhous
- Качурка мадерійська, Hydrobates castro

Родина: Буревісникові (Procellariidae)
- Тайфунник кермадецький, Pterodroma neglecta
- Тайфунник Соландра, Pterodroma solandri
- Тайфунник Піла, Pterodroma inexpectata (A)
- Тайфунник тихоокеанський, Pterodroma externa
- Тайфунник гавайський, Pterodroma sandwichensis
- Тайфунник макаулійський, Pterodroma cervicalis (A)
- Тайфунник бонінський, Pterodroma hypoleuca
- Тайфунник австралійський, Pterodroma nigripennis (A)
- Тайфунник Кука, Pterodroma cookii
- Тайфунник коротконогий, Pterodroma brevipes (A)
- Тайфунник Штейнегера, Pterodroma longirostris
- Тайфунник кліфовий, Pterodroma pycrofti (A)
- Тайфунник макронезійський, Pterodroma alba
- Бульверія тонкодзьоба, Bulweria bulwerii
- Тайфунник таїтійський, Pseudobulweria rostrata (A)
- Буревісник тихоокеанський, Calonectris leucomelas (A)
- Буревісник рожевоногий, Ardenna creatopus
- Буревісник світлоногий, Ardenna carneipes
- Буревісник клинохвостий, Ardenna pacificus
- Буревісник Бюлера, Ardenna bulleri
- Буревісник сивий, Ardenna griseus
- Буревісник тонкодзьобий, Ardenna tenuirostris
- Буревісник острівний, Puffinus nativitatis
- Буревісник реюньйонський, Puffinus bailloni

## Сулоподібні(Suliformes)
Родина: Фрегатові (Fregatidae)
- Фрегат-арієль, Fregata ariel
- Фрегат тихоокеанський, Fregata minor

Родина: Сулові (Sulidae)
- Сула жовтодзьоба, Sula dactylatra
- Сула насканська, Sula granti (A)
- Сула білочерева, Sula leucogaster
- Сула червононога, Sula sula

## Пеліканоподібні(Pelecaniformes)
Родина: Чаплеві (Ardeidae)
- Чепура тихоокеанська, Egretta sacra

## Папугоподібні(Psittaciformes)
Родина: Psittaculidae
- Лорі-віні рубіновий, Vini kuhlii (I)

## Горобцеподібні(Passeriformes)
Родина: Очеретянкові (Acrocephalidae)
- Очеретянка попеляста, Acrocephalus aequinoctialis (E)